# Клеверс, Ханс
Ханс (Йоханнес Каролус) Клеверс (нидерл. Hans (Johannes Carolus) Clevers; род. 27 марта 1957, Эйндховен, Нидерланды) — голландский учёный. Труды в основном посвящены молекулярной генетике. Известен как один из пионеров исследования работы стволовых клеток.

## Биография
В 2012-2015 годах президент Нидерландской королевской академии наук (член с 2000 года).
Иностранный член Национальной академии наук США (2014), Французской АН (2015) и Лондонского королевского общества (2019), почётный член Эдинбургского королевского общества (2019). Clarivate Citation Laureate (2019).
В Утрехтском университете получил степени доктора медицины и доктора философии - в 1984 и 1985 годах соответственно. В 1986-1989 гг. постдок в Dana–Farber Cancer Institute. С 1991 г. профессор иммунологии, а с 2002 года профессор молекулярной генетики альма-матер. В 2002-2012 гг. директор Института Хюбрехта.
Член EMBO (1999), Европейской академии (2009), Академии Американской ассоциации исследований рака (2014).
Иностранный почётный член Американской академии искусств и наук (2012).
Член редколлегии журнала Cell.

## Награды и отличия
- Премия Спинозы (2001)
- Louis-Jeantet Prize for Medicine[англ.] (2004)
- Katharine Berkan Judd Award (2005)
- Кавалер Ордена Почётного легиона (2005)[8]
- Rabbi Shai Shacknai Memorial Prize, Израиль (2006)
- Josephine Nefkens Prize for Cancer Research (2008)
- Премия Майенбург[англ.] (2008)
- ERC Advanced Investigator grant (2008)
- Dutch Cancer Society Award (2009)
- United European Gastroenterology Federation (UEGF) Research Prize (2010)
- Премия Эрнста Юнга[нем.] (2011)
- Leopold Griffuel Prize[англ.] (2011)
- Премия Хейнекена по медицине (2012)
- Рыцарь ордена Нидерландского льва (2012)[10]
- Премия за прорыв в области медицины (2013)
- McEwen Innovation Award, International Society for Stem Cell Research[англ.] (2015, совместно с Ирвингом Вайсманом)
- Премия Кёрбера (2016)
- Prijs Akademiehoogleraren[нидерл.] (2016)[11]
- Премия Ильзе и Гельмута Вахтер[нем.] (2016)
- I. & H. Wachter Award, I. & H. Wachter Foundation (2016)[12]
- Pour le Mérite (2016)
- Большой крест со звездой ордена «За заслуги перед Федеративной Республикой Германия» (2018)[13]
- Erasmus Medal[нем.] (2018)
- Keio Medical Science Prize[англ.] (2019)
- Clarivate Citation Laureate (2019)